# Heinrich Susemihl
Heinrich Friedrich Georg Susemihl (* 28. März 1862 in Harburg; † 24. April 1942 in Bad Sachsa, beerdigt in Berlin) war ein deutscher Bildnismaler und Illustrator. 

## Leben
Heinrich Susemihl studierte von 1886 bis 1890 bei Leon Pohle (1841–1908) an der Kunstakademie Dresden. Er lebte 1897 vorübergehend in Zürich, dann von 1911 bis 1914 in der „Cauerstr. 14 IV.“ in Berlin-Charlottenburg.
Die schwere Herzkrankheit seiner ersten Ehefrau, Käthe Lüder (1880–1932), war der Grund für den Umzug nach Bad Sachsa. In zweiter Ehe war er seit 1933 verheiratet mit Else Harlaß, der Krankenschwester seiner ersten Ehefrau.
Käthe und Heinrich Susemihl sind an ihrem letzten Wohnsitz Bad Sachsa verstorben und in Berlin beerdigt worden.
Heinrich Susemihl hat sich hauptsächlich als Buchillustrator mit Federzeichnungen, unter anderen für den Berliner A. Weichert Verlag und Gothaer Friedrich Andreas Perthes Verlag, einen bedeutenden Namen gemacht.
Er fertigte im ersten Teil des 20. Jahrhunderts häufig die Federzeichnungen zum Text in Büchern (Clara Nast, J. F. Cooper, Rübezahl) an; oft in Zusammenarbeit mit Max Wulff oder Willy Planck, die die Einband- und Titelbilder übernahmen.
Zudem hat er aber auch viele eigene Bildergeschichten herausgegeben, so im Gütersloher C. Bertelsmann Verlag z. B. Schneeflocken Im Märchenland.
Neben den Buchillustrationen arbeitete er insbesondere für die Werbung und fertigte Vorlagen für unzählige Ansichtskarten.
In der 1903 erbauten Bad Sachsaer Villa des Malers hat der erste Nachkriegskongress über Esoterik stattgefunden. Heute sind in dem Wohnhaus drei Ferienwohnungen, eine Galerie mit Heinrich Susemihl Original-Werken an den Wänden und Büchern, die er illustriert hat, beispielsweise von Johanna Spyri, E. Marlitt, Clara Nast, Marie von Felseneck oder Agnes Harder.

## Buchillustrationen (Auswahl)
- Johanna Spyri: Heimathlos (1878)
- E. Marlitt: Das Haideprinzeßchen (1900)
- Clara Nast: Strandkinder (1900)
- Marie von Felseneck: Die Schwestern (1905)
- Marie von Felseneck: Maienglück (1905)
- Marie von Felseneck: Försters Töchterlein (1905)
- Marie von Felseneck: Heidekomteschen (1906)
- Marie von Felseneck: Rose vom Waldsee (1909)
- Marie von Felseneck: Prinzessin Hochmut (1910)
- Marie von Felseneck: Der Weg ins Leben (1910)
- Clara Nast: Lottchens Lehr- und Wanderzeit (1910)
- Clara Nast: Lottchens Jugendzeit (1912)
- Clara Nast: Mit Waffen der Nächstenliebe (1915)
- Hans Willig: Mit Hurra zum Siege! (1916)
- E. Marlitt: Goldelse (1916)
- Agnes Harder: Das trautste Marjellchen (1918)
- Clara Nast: Lottchens Kinderzeit (1919)
- Clara Nast: Hummelchen will studieren (1919)
- N. J. Anders: Rübezahl. Für die Jugend bearbeitet. (1920)
- Walter Scott: Ivanhoe  (1924)
- E. Marlitt: Schulmeisters Marie (1930)